# Idaea saida
Idaea saida är en fjärilsart som beskrevs av Edward P. Wiltshire 1968. Idaea saida ingår i släktet Idaea och familjen mätare. Inga underarter finns listade i Catalogue of Life.